# Campaña Nacional para la Reforma de las Leyes de publicaciones obscenas
La Campaña Nacional para la Reforma de las Leyes de publicaciones obscenas (National Campaign for the Reform of the Obscene Publications Acts (acrónimo en inglés NCROPA) fue una organización de campañas, cuyo objetivo era la reforma de las leyes de obscenidad de Gran Bretaña, en particular, la "Obscene Publications Act 1959". 
Se creó en 1976 por el actor David Webb como una respuesta a la pro-censurista Mary Whitehouse y su Asociación Nacional de espectadores y oyentes (National Viewers and Listeners Association) El nombre original de NCROPA, era "Campaña Nacional para la derogación de las leyes contra publicaciones obscenas" ("National Campaign for the Repeal of the Obscene Publications Acts") pero pronto fue modificado. 
El último año del que NCROPA tuvo actividad medible fue de 1998, y con la muerte de su fundador en junio de 2012, dejó de existir efectivamente. En diciembre de 2014 fue absorbido por el Campaña contra la censura, una organización que ha tenido una participación superpuesta. Los archivos de la NCROPA están ahora en manos de la Modern Records Centre de la Universidad de Warwick.

## Miembros notables
- Pamela Manson, actriz (miembro del comité)[4]
- Gerald Fowler, político y académico (miembro del comité)[4]
- John Julius Norwich, historiador y escritor (miembro del comité)[4]
- Mary Millington, modelo y actriz[5]